# 金井忠倫
金井 忠倫（かない ただとも）は、江戸時代後期の佐倉藩の重臣。右膳（うぜん）の通称で知られている。
父は佐倉藩の家老を務めた金井忠明。文化9年（1812年）より出仕して藩主の堀田正愛に仕えた。文化11年（1814年）には小寄合10人扶持に任じられる。文化14年（1817年）3月に父が隠居すると、700石の家督を相続し、正愛の側用人・新番徒頭として藩政に参与した。金井は政治力や駆け引きに長け、文政4年（1821年）の陸奥白河藩の松平定信・定永父子の佐倉移封問題では藩主の同族である若年寄の堀田正敦と裏工作を行なって移封を食い止めた。文政6年（1823年）11月、房総沿岸総奉行に任じられた（これは2年前の裏工作により移封阻止に奔走していた正敦が急逝した向之益の後事を託せる人物として特に金井を推挙したという）。
文政7年（1824年）12月に正愛が嗣子無く死去すると、佐倉藩では次の藩主をめぐって抗争が起こる。正愛の従弟である正睦（初名は正篤）と正敦の子である正脩を擁立しようとする派で分裂し、金井は正脩を強硬に推した。しかし血統の上では正睦が明らかに近く（正敦は伊達家から入った養子）、正敦も形勢不利を見て正脩の擁立を断ったため、結局は正睦が藩主となった。しかし正睦は藩主就任当時は16歳でしかなく、金井は正睦のもとで老臣として専権をふるった。しかし晩年には専横が過ぎて藩内で批判が高まり、次第に権勢を失っていったという。
文政12年（1829年）8月27日に死去した。